# سندرم برونر
سندرم برونر (انگلیسی: Brunner syndrome) یک بیماری ژنتیکی نادر است که در اثر جهش در ژن «مونوآمین اکسیداز A» ایجاد می‌شود.
نشانه‌های این بیماری شامل بهرهٔ هوشیِ کم‌تر از میانگین (معمولاً حدود ۸۵)، تکانشگری‌هایی همچون آتش‌افروزی، بیش‌فعالی جنسی و خشونت و همچنین اختلالات خواب و دگرگونی‌های خُلق است.
این بیماری در ۱۴ عضو مذکر در یک خانواده هلندی در سال ۱۹۹۳ میلادی کشف شد و پس از آن در ۲ خانوادهٔ دیگر نیز یافت شده‌است.
علت این بیماری کمبود آنزیم MAO-A است که باعث می‌شود سطح مونو آمین‌های مغز نظیر سروتونین، دوپامین و نوراپی‌نفرین افزایش یابد. عامل این کمبود آنزیمی، جهش در اگزون شمارهٔ ۸ در ژن MAO-A است.
یافته‌های موجود در این بیماری سبب شد تا صاحب‌نظران، این مسئله را مطرح کنند که فعالیت‌های کیفری و جنایی برخی افراد، زمینه‌های ژنی دارد و نه تصمیم‌گیری ارادی و اختیاری آن فرد.